# Fortunato (nombre)
Fortunato  es un nombre propio masculino en su variante en español, italiano y portugués. Procede del latín fortunatus y significa «la persona que tiene fortuna», deriva de Fortuna, que a su vez viene de fors, del advervio forte y también sors y sorte, donde deriva fortunatus. Es uno del nombre más abundante en su uso en el siglo XIX. La fama en el ambiente español se debe a la famosa novela de Benito Pérez Galdós,  Fortunata y Jacinta. Son comunes en el español variaciones tales como Fortunia.

## Origen
Fortunato  es el nombre de un personaje bíblicos del Nuevo Testamento:
- Fortunato cristiano de Corinto mencionado por Pablo (1ª Corintios 16:17).

## Equivalencias en otros idiomas
| Variantes en otras lenguas | Variantes en otras lenguas |
| -------------------------- | -------------------------- |
| Español                    | Fortunato                  |
| Alemán                     | Fortunatus                 |
| Catalán                    | Fortunat                   |
| Checo                      | Fortunát                   |
| Euskera                    | Portunata                  |
| Francés                    | Fortunat, Fortuné          |
| Holandés                   | Fortunatus, Fortunaat      |
| Húngaro                    | Fortunát                   |
| Inglés                     | Fortunatus                 |
| Italiano                   | Fortunato                  |
| Lituano                    | Fortūnatas                 |
| Polaco                     | Fortunat                   |
| Portugués                  | Fortunato                  |
| Ruso                       | Фортунат (Fortunat)        |
| Sardo                      | Fortunàtu                  |

## Santoral
La celebración del santo de Fortunato se corresponde a diferentes fechas para la celebración de su onomástica, pero las más tradicionales son: el 9 de enero; el 2 de febrero; el 21 de febrero; el 26 de febrero; el 27 de febrero; 3 de marzo; el 12 de julio (San Fortunato y Hermágoras); el 28 de agosto; el 18 de septiembre; el 14 de octubre; el 24 de octubre; el 15 de diciembre.
- Datos: Q1003165
- Multimedia: Fortunato (given name) / Q1003165